# 約翰·戈特利布·費希特
約翰·戈特利布·費希特（德語：Johann Gottlieb Fichte，1762年5月19日—1814年1月27日），德意志哲学家。尽管他是自康德的著作发展开来的德国唯心主义哲学的主要奠基人之一，但他在西方哲学史上的重要性往往被轻视了。费希特往往被认为是连接康德和黑格尔两人哲学间的过渡人物。近些年来，由于学者们注意到他对自我意识的深刻理解而重新认识到他的地位。和在他之前的笛卡尔和康德一样，对于主观性和意识的问题激发了他的许多哲学思考。费希特也涉及政治哲学，他被一些人认为是德国国家主义之父。

## 生平
费希特出生在神聖羅馬帝國薩克森選侯國的拉默瑙。1780年，他进入耶拿大学神学院开始学习。1784年，由于经济原因他在获得学位前就结束了他的学业，之后他在苏黎世做家庭教师。1790年，他结识了德国著名诗人克洛普施托克的侄女约翰娜（Johanna Rahn）并被她深深吸引，后来两人结为夫妻。同年，他开始研读康德的著作，这对他后来的哲学思想产生了深远的影响。1791年，他前往哥尼斯堡拜见康德。为了让康德了解他，他基于康德哲学写了一篇研究康德批判哲学和神学领域之间联系的宗教长文《试评一切天启》（Versuch einer Critik aller Offenbarung）。康德读后大加赞赏，不仅赞助出版了这篇文章，还推荐费希特前往大学任教。由于一些不知名的原因，此文被匿名发表了，让人们以为是期待已久的康德自己对于宗教的批判著作。之后康德澄清了事实并公开赞扬了这部著作，这个事件使得费希特在哲学界的声名大振。
1794年，费希特成为耶拿大学教授，主持康德哲学讲座，并完善他的哲学体系。此后他陆续发表了《全部知识学的基础》《自然法权基础》《知识学原理下的道德学体系》等。1798年，在他担任《哲学杂志》责任编辑的时候，收到了一篇宗教怀疑论的来稿，虽然费希特不赞同作者观点，但由于他坚持出版自由，还是将此文发表。这篇文章后来被别有用心的人利用来攻击费希特是个无神论者，迫使他离开耶拿迁居柏林。1806年，第四次反法同盟結成，對法战争爆发，费希特担负起宣扬爱国心的任务。1807年，他回到法军占领的柏林，发表了著名的《對德意志民族的演講》（Reden an die deutsche Nation），同时倡议建立柏林大学。1810年，柏林大学建立，费希特担任第一任校长。1813年柏林保卫战爆发，城中挤满伤员，瘟疫流行，费希特感染斑疹伤寒，于1814年1月去世。

## 哲学思想
费希特也把自己的哲学叫做“知识学”。赞同康德的“知性为自然立法”的观点，主张研究人的内在意识。“绝对无条件的原理”认为这是人类一切知识的源出的第一原理。
费希特不赞同康德对于物自体存在问题的论述，他认为这种将表象与物自体分离开来的体系将不可避免地导向一种怀疑主义。在他看来，一个严密的哲学体系应该是像笛卡尔那样，从一个最高的明确无误的不证自明的第一原理出发，按照其内在的必然性，以严明的逻辑推理出来的系统。经过休谟提出的问题，物到理智之间的过渡存在一个逻辑上无法逾越的鸿沟，所以他同意康德的意见，也就是只有唯心主义才是可能的。但他认为我们应该抛弃物自体这个概念，取而代之的是一种绝对自我的概念。这个绝对自我，不是经验的自我，也不是先验的自我，而是所有自我意识中的先验要素。这种自我意识提供了所有认识的先验根据，是一切知识和经验实在性的根据和先验的源泉，也就是认识论和知识学中的最高根据和出发点。这里他将理论理性和实践理性融为一体，并给予了自我一种相当高的地位，赋予了自我创造性行动的可能。他的学生叔本华评论他勇敢地将认识问题归之于理智直观，彻底取消了物自体，是一种绝妙的灵感。
在费希特的著作《自然法权基础》（1796）中，他提出自我意识是一种社会现象。任何客体的自我意识，它的必要条件是所有其它理性的客体存在。这些（其它）客体共同影响并召唤起每个单个个体其自身的自我意识。这个观点是由他的认识论（Grundlage der gesamten Wissenschaftslehre，知识的科学）所延伸出来的，他证明了每个自我的意识产生依赖于每一次它对非我的把握（用费希特的话说，就是自我设定非我）。由这些观点所导出的我/自我之间的差异（自我在自身中设定非我与自我相对立）最终发展成了费希特的认识论（绝对自我，自我设定自己本身）。
费希特由一种自给自足的观点发展出他的国家理论。在他看来，一个国家应该控制国际关系，货币价值，并维持一种自给自足的状态。由于为了达成意识需要与其他理性的存在建立彼此之间的关系，所以费希特认为在不同的党派间必须有一种彼此之间的共识（relation of right）。
1806年，柏林被拿破仑占领期间，费希特发表了数篇《告德意志國民書》，激发了德国国家主义，同时也被引证为一种浪漫国家主义的例子。文中，他继续了他早期作品中对宗教和法国大革命的辩论，并提出德国民族比其他民族更为优越。在他其它的早期作品中，他称犹太人将侵蚀德国，公开表示希望将犹太人驱逐出德国。他还对波兰表示厌恶，宣称他们的文化是野蛮的，波兰人都是尚未开化的蛮族。

## 主要著作
- 1793 《试评一切天启》Attempt at a Critique of All Revelation（Versuch einer Kritik aller Offenbarung）
- 1794/5 《全部知识学的基础》Foundations of Science of Knowledge （Grundlage der gesamten Wissenschaftslehre）
- 1796 《自然法权基础》Foundations of Natural Right in accordance with the Principles of the Wissenschaftslehre
- 1798 《知識學原理下的道德學體系》The System of Ethics in accordance with the Principles of the Wissenschaftslehre（Das System der Sittenlehre nach den Principien der Wissenschaftslehre）
- 1800 《论人的使命》The Vocation of Man （Die Bestimmung des Menschen）
- 1806《真福生活劝言》Anweisung zum seligen Leben
- 1807-1808 《告德意志同胞書》 Addresses to the German Nation